# Riserva naturale orientata Pantalica, Valle dell'Anapo e Torrente Cava Grande
La riserva naturale orientata Pantalica, Valle dell'Anapo e Torrente Cava Grande è un'area naturale protetta situata nei comuni di Buscemi, Cassaro, Ferla, Palazzolo Acreide e Sortino, in provincia di Siracusa.
sito internet ufficiale: https://www.riserve-vendicari-cavagrande-pantalica.it/

## Storia
La riserva venne istituita con il D.A. 482/44 del 25 luglio 1997. La gestione venne assunta dal Dipartimento regionale azienda foreste demaniali.

## Territorio
La riserva si estende per gran parte sui territori di Ferla, Cassaro e Sortino su cui si trova la maggiore necropoli europea con circa 5 000 tombe scavate nella roccia a strapiombo del canyon. 
È attraversata dal fiume Anapo e dal Calcinara che scorrono attraverso i canyon a "V" caratteristici della zona.

Comprende più sistemi; la Valle del Fiume Anapo, che nasce sul Monte Lauro, nei Monti Iblei, e sfocia nel porto di Siracusa, la Valle di Pantalica e il torrente di Cava Grande.

All'interno della riserva sono presenti anche due grotte carsiche, la grotta dei pipistrelli e la grotta "trovata". Nei pressi di Ferla è presente il Bosco di Giarranauti.

## Clima
L'area meteorologica della riserva è compresa tra la fascia bioclimatica termomediterranea e quella mesomediterranea ad ombroclima subumido superiore.

Le precipitazioni medie annue, come si può notare dalle tabelle sotto riportate, sono concentrate principalmente nei mesi autunnali ed invernali. 

All'interno della valle, limitatamente alle forre più strette ed ai versanti esposti a nord, coperti da una fitta vegetazione forestale, si registra un clima nettamente più umido rispetto a quello circostante.
Dati provenienti dalla stazione meteorologica di Presa San Nicola
Precipitazioni medie mensili ed annue (371 m s.l.m., 32 anni di osservazione)
| Valle dell'Anapo    | Mesi | Mesi | Mesi | Mesi | Mesi | Mesi | Mesi | Mesi | Mesi | Mesi | Mesi | Mesi | Stagioni | Stagioni | Stagioni | Stagioni | Anno |
| Valle dell'Anapo    | Gen  | Feb  | Mar  | Apr  | Mag  | Giu  | Lug  | Ago  | Set  | Ott  | Nov  | Dic  | Inv      | Pri      | Est      | Aut      | Anno |
| ------------------- | ---- | ---- | ---- | ---- | ---- | ---- | ---- | ---- | ---- | ---- | ---- | ---- | -------- | -------- | -------- | -------- | ---- |
| Precipitazioni (mm) | 121  | 75   | 101  | 68   | 33   | 10   | 11   | 20   | 58   | 148  | 107  | 111  | 307      | 202      | 41       | 313      | 863  |

Dati provenienti dalla stazione meteorologica di Sortino
Precipitazioni medie mensili ed annue (438 m s.l.m., 36 anni di osservazione)
| Valle dell'Anapo    | Mesi | Mesi | Mesi | Mesi | Mesi | Mesi | Mesi | Mesi | Mesi | Mesi | Mesi | Mesi | Stagioni | Stagioni | Stagioni | Stagioni | Anno |
| Valle dell'Anapo    | Gen  | Feb  | Mar  | Apr  | Mag  | Giu  | Lug  | Ago  | Set  | Ott  | Nov  | Dic  | Inv      | Pri      | Est      | Aut      | Anno |
| ------------------- | ---- | ---- | ---- | ---- | ---- | ---- | ---- | ---- | ---- | ---- | ---- | ---- | -------- | -------- | -------- | -------- | ---- |
| Precipitazioni (mm) | 118  | 73   | 92   | 58   | 31   | 8    | 10   | 16   | 55   | 166  | 99   | 118  | 309      | 181      | 34       | 320      | 844  |

## Flora

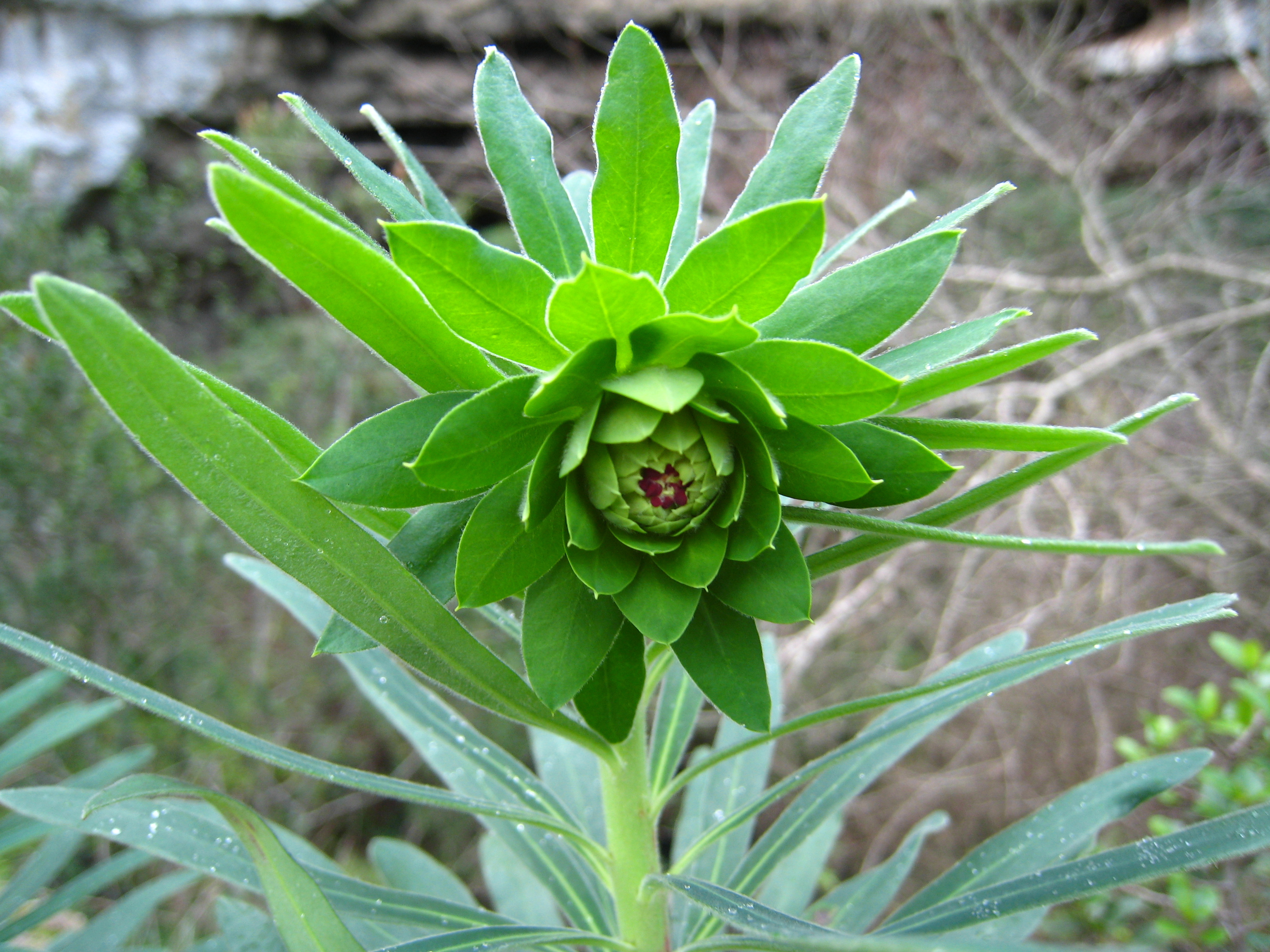
Flora della riserva

Per quanto riguarda l'aspetto naturalistico, la riserva di Pantalica offre ambienti ecologici diversificati che consentono l'espressione di una biodiversità significativa. Vi sono diversi biotopi a seconda degli ambienti: un acquatico, uno ripariale (delle pareti), uno della valle, dei pianori e delle grotte. Lungo il corso del fiume si sviluppa una crescente vegetazione a platano orientale. Sulle rocce invece vi è la presenza di oleandri, perfettamente adatti a questo clima. Tra gli alberi dominano i salici, il pioppo nero, l'orniello, il carpino e la roverella, mentre il sottobosco diventa intricato a causa dei rovi e delle piante lianose come la vitalba. Arbusti del sottobosco sono anche il pungitopo, il biancospino, il lentisco e l'euforbia cespugliosa. Come fiori sono presenti ciclamini, acanto, margheritine di campo, fiorellini bianchi dell'aglio selvatico e il ranuncoli dalla corona gialla. Spostandoci verso le pareti della valle vi è la presenza della macchia mediterranea costituita da sempreverdi quali il leccio, il terebinto, la fillirea e l'alaterno.

## Fauna
L'ambiente fluviale di natura torrentizia offre un habitat ideale alla rara trota siciliana (Salmo trutta macrostigma), presente in altre pochissime stazioni in Sicilia, alla trota fario (Salmo trutta fario)  e alla tinca (Tinca tinca). Non è raro trovare anche l'anguilla (Anguilla anguilla) e il granchio di fiume (Potamon fluviatile).
Dei numerosi uccelli rapaci che un tempo popolavano quest'area sopravvivono solo il falco pellegrino (Falco peregrinus) e qualche raro esemplare dell'aquila del Bonelli (Hieraaetus fasciatus), che si nutrono di conigli (Oryctolagus cuniculus) e coturnici (Alectoris graeca), specie queste presenti tra la bassa vegetazione dei pendii. Tra le altre specie ornitologiche presenti merita un cenno l'upupa (Upupa epops).
Altri mammiferi presenti sono la volpe (Vulpes vulpes), la martora (Martes martes), la donnola (Mustela nivalis) e l'istrice (Hystrix cristata).
Nella grotta dei Pipistrelli e nella grotta Trovato trovano inoltre ospitalità numerose specie di pipistrelli.
Variegato e ricco il regno degli anfibi, che trovano nella Riserva ideali condizioni di vita: tra di essi merita una citazione il raro discoglosso dipinto (Discoglossus pictus). 
Tra i rettili da segnalare infine il colubro di Riccioli (Coronella girondica), un serpente diffuso nelle campagne dell'isola, e alcune specie di testuggini terrestri (Emys trinacris e Testudo hermanni).

## La ferrovia Siracusa-Vizzini
Nella valle dell'Anapo, nei primi del novecento venne costruita una ferrovia che collegava la costa con l'entroterra passando all'interno dell'area di Pantalica. La ferrovia rimase in funzione sino agli anni cinquanta del secolo scorso, poi venne dismessa. Ad oggi restano percorribili le gallerie e alcuni edifici ferroviari dei primi del novecento. Allora vi era persino la fermata del treno Necropoli di Pantalica.

## I percorsi ciclopedonali
All'interno della riserva sono stati allestiti due percorsi ciclopedonali per ampliare le possibilità di fruizione del sito. Nel Bosco di Giarranauti è presente un percorso in pendenza di circa 5 km all'interno dell'area boschiva.
Il secondo percorso è fruibile dietro autorizzazione della forestale e si staglia sull'ex tracciato ferroviario Siracusa-Vizzini che attraversa la valle dell'Anapo.

## Galleria d'immagini

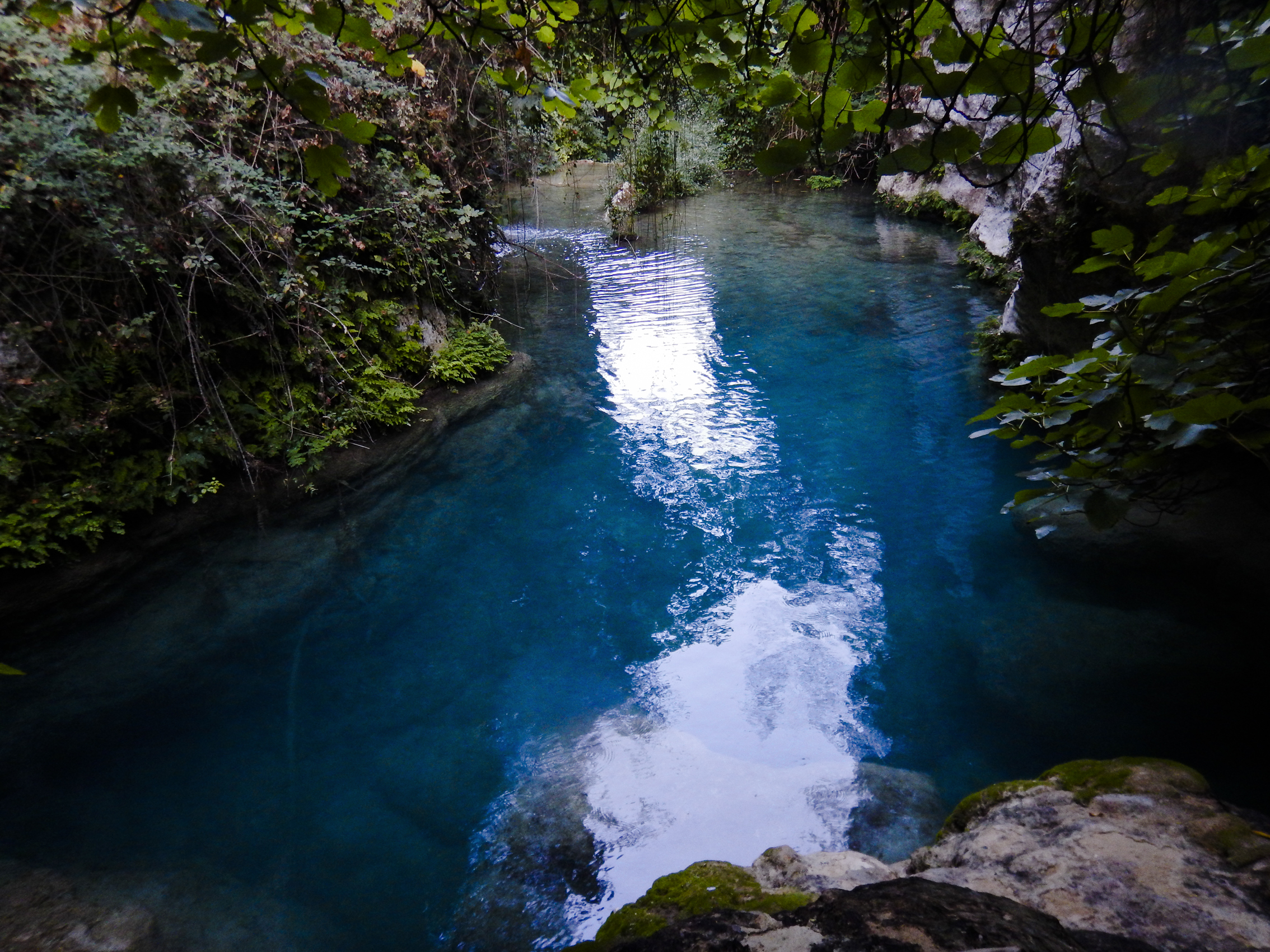
Il torrente Calcinara
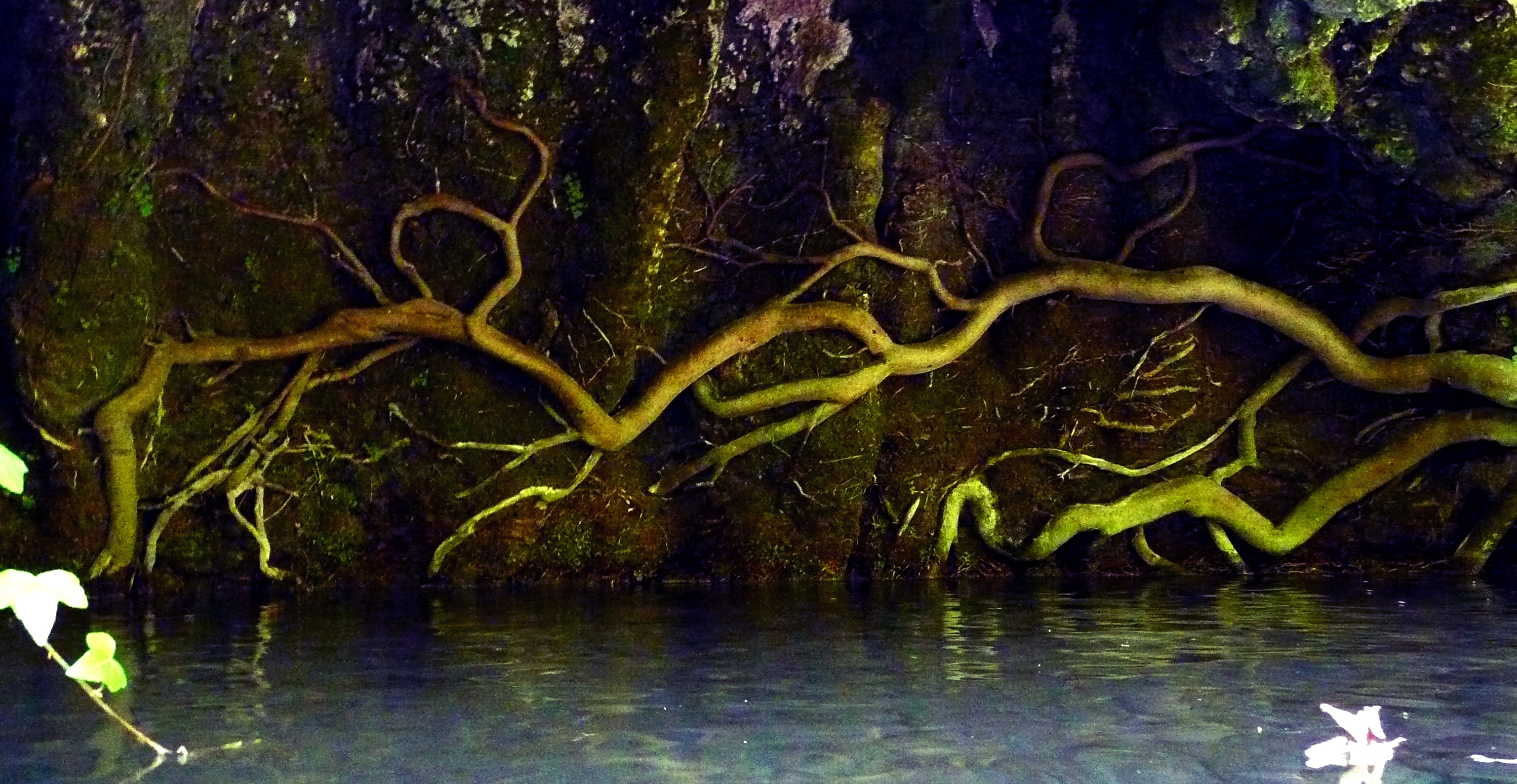
La vegetazione della riserva
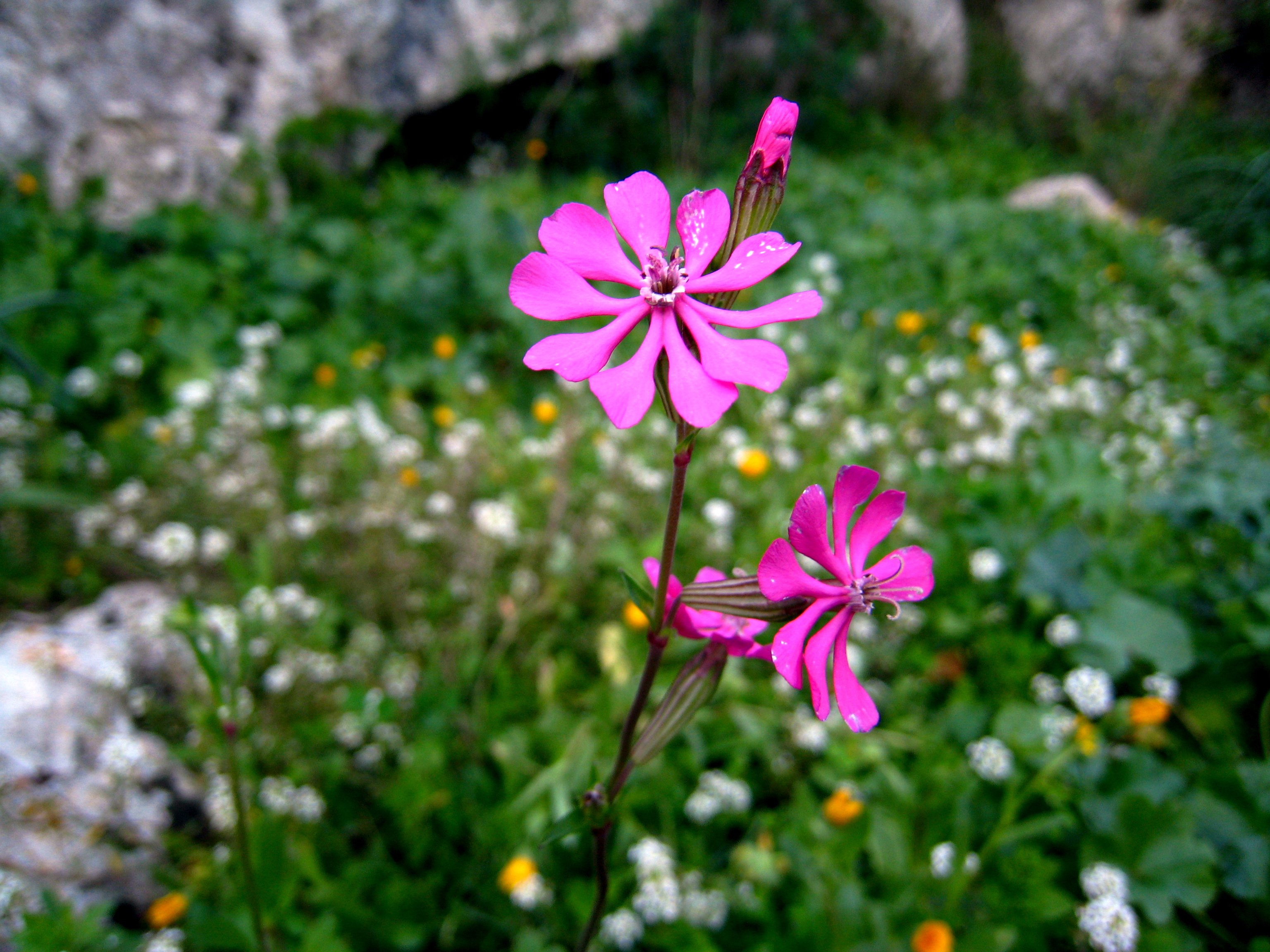
La flora di Pantalica
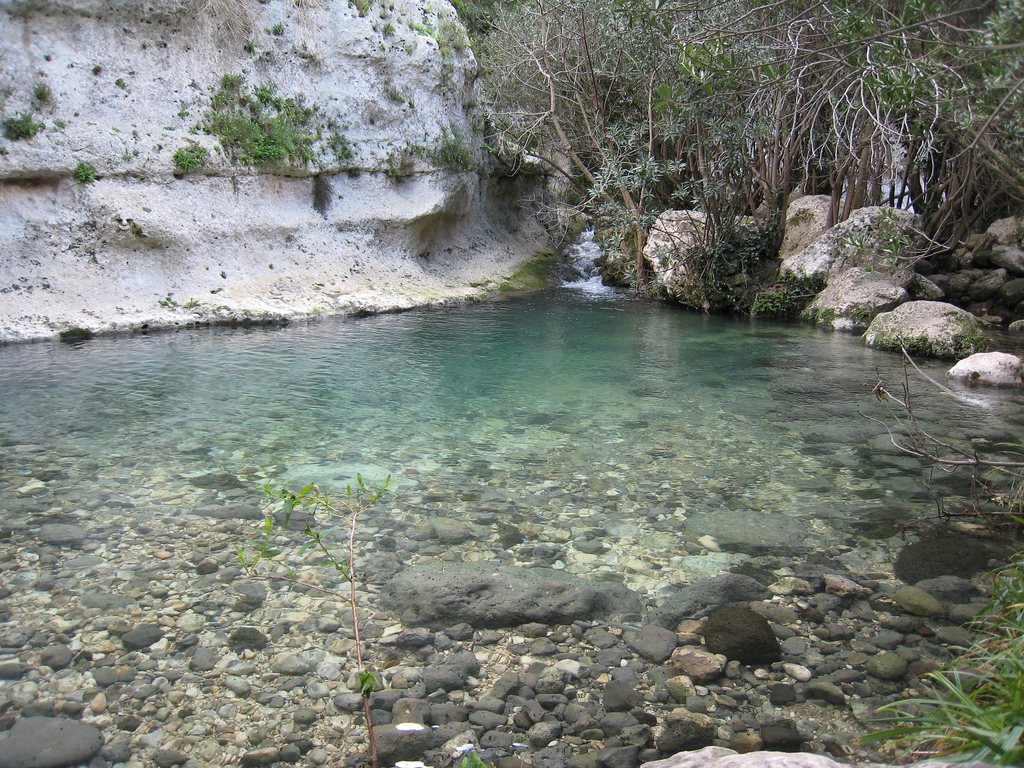
La sorgente del fiume Anapo
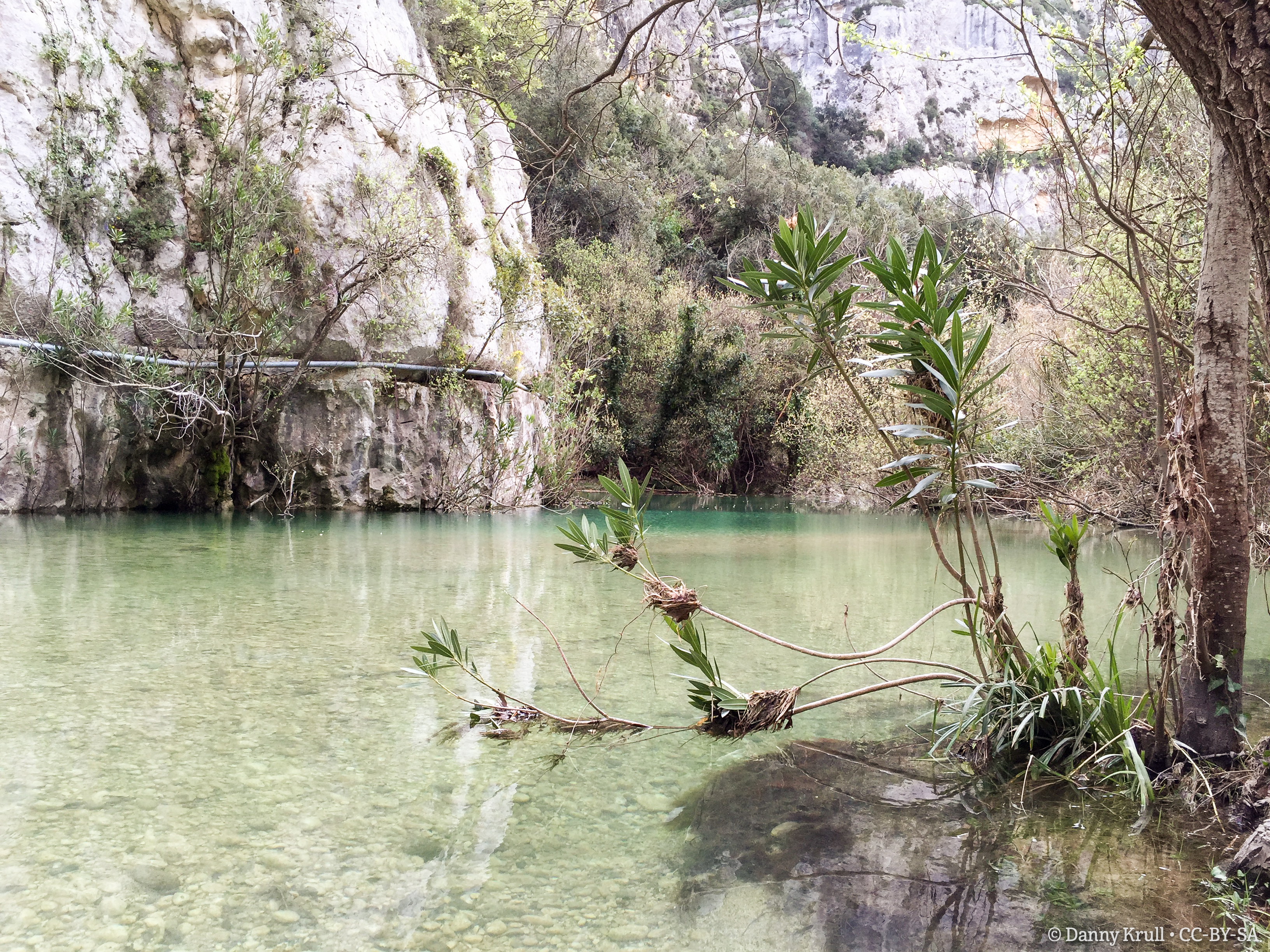
Le acque limpide della valle dell'Anapo